# Hotelmanagement
Hotelmanagement is de naam van een opleiding in het Vlaamse hoger onderwijs. Het is de nieuwe Bachelor-benaming van de vroegere hotelscholen, nu meestal door fusie onderdeel geworden van een grotere hogeschool.
De opleiding besteedt aandacht aan keuken, restaurant en zaal, en aan talenkennis, economische vakken en personeelsbeleid. Doorgaans wordt aan dezelfde school ook een opleiding toerisme ingericht, met een aantal gemeenschappelijke vakken, zodat men met een "Bachelor-na-Bachelor" de twee diploma's kan behalen.

## Opleidingen
In België kun je bij de volgende instellingen een hotelmanagementopleiding volgen:
- Katholieke Hogeschool Vives biedt een driejarige professionele bachelor aan.
- AP Hogeschool Antwerpen biedt de driejarige professionele bachelor aan.
- Erasmushogeschool Brussel biedt de driejarige professionele bachelor aan.

## Hoge Hotelschool
Het Nederlandse equivalent is een Hoge Hotelschool.